# Luis Fernando Intriago Páez
Pour les articles homonymes, voir Páez.
Luis Fernando Intriago Páez (1956, Guayaquil, Équateur) est un prêtre de Guayaquil, curé de la paroisse de Nuestra Señora de Czestochowa, Guayaquil, de 1996 à 2013. Il est également connu pour être un leader pro-vie contre l'avortement et pour avoir apporté en Équateur le Mouvement catholique de la vie chrétienne, fondé par Luis Fernando Figari, qui est également accusé d'abus sexuel de mineurs,.
En 2013, il est démis de ses fonctions sacerdotales par l'archidiocèse de Guayaquil à la suite de sa mise en examen pour viols et tortures sur mineurs,,.

## Biographie
Luis Fernando Intriago Páez est né en 1956 dans la ville de Guayaquil, en Équateur et est le deuxième des quatre frères. Il est diplômé de l'unité éducative Javier, une école de Guayaquil avec l'éducation jésuite.
À partir de ses 18 ans, il commence à visiter fréquemment le sanctuaire de Schoenstatt à Guayaquil. Il intègre alors un groupe chrétien.
À 26 ans, alors qu'il s'apprête à terminer ses études et à se marier, il décide de donner sa vie au sacerdoce.

### Vie sacerdotale
En 1996, après les paroisses des quartiers d'Urdesa et de La Alborada de Guayaquil, il devient curé de l'église Notre-Dame de Czestochowa.
Il milite alors avec des groupes religieux tels que La Légion de Marie, la communauté Montaña Clara, le Renouveau charismatique, le Mariage pour le Christ ou la Mouvement de vie chrétienne (es), entre autres,, s'impliquant dans le mouvement pro-vie équatorien.
En 2002, Intriago crée le groupe catholique Mouvement de la Vie Chrétienne (MVC), une division équatorienne du Sodalicio de Vida Cristiana, née au Pérou et fondée par le laïc catholique de Lima Luis Fernando Figari,. Il rencontre alors, à Lima, le fondateur du Mouvement de la Vie Chrétienne (es), Luis Fernando Figari, qui est lui aussi accusé d'abus sexuels de mineurs, avec qui il se lie d'amitié,.

## Scandale d'abus sexuels et de torture sur mineurs

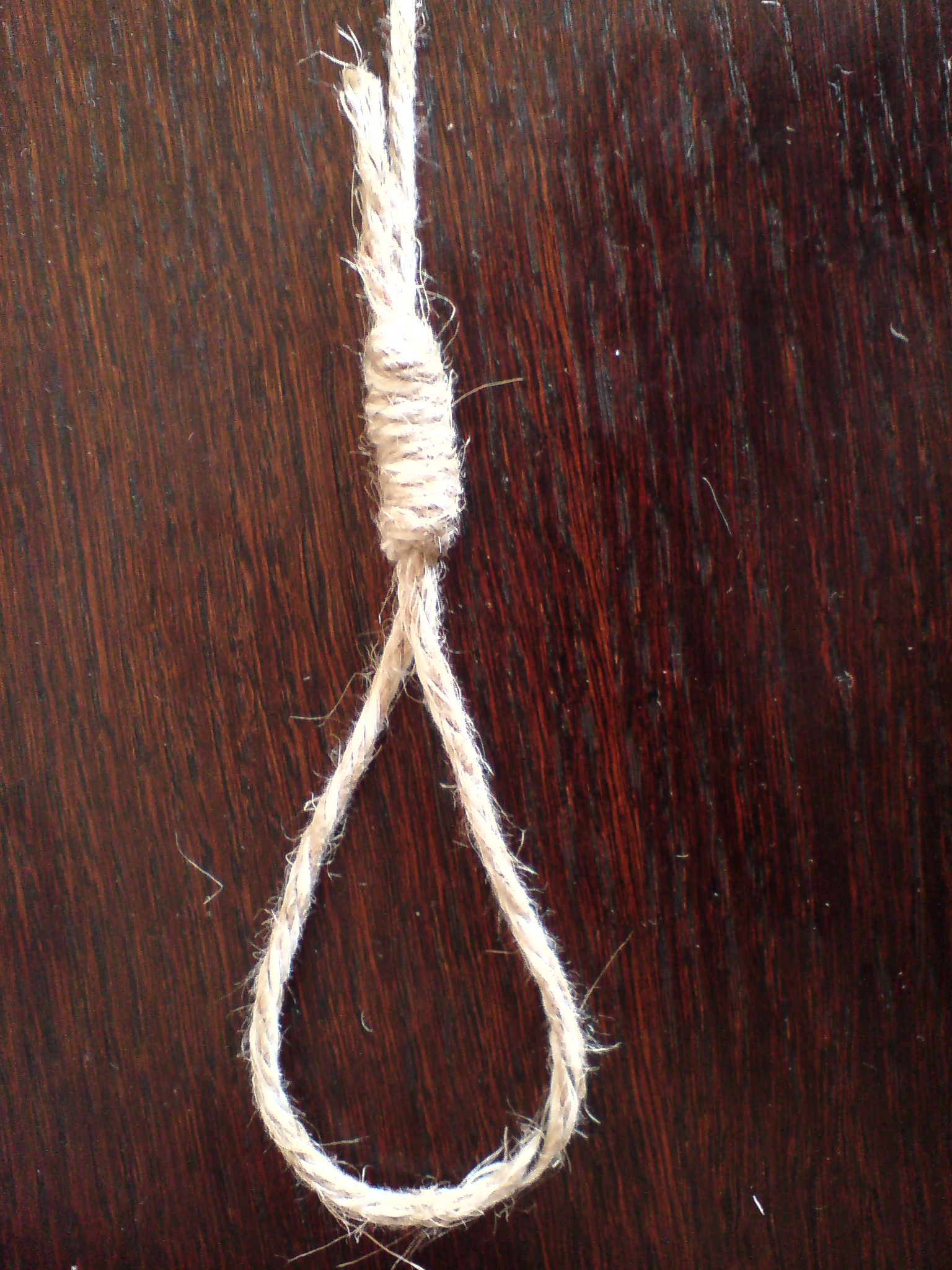
La corde est l'un des instruments utilisés par Intriago dans sa «Dynamique du péché» pour attacher et pendre des mineurs maltraités afin de les immobiliser pendant la torture.

En 2003, il est réprimandé à plusieurs reprises par la Congrégation pour la Doctrine de la Foi pour «comportement homosexuel actif». Les réprimandes ont été réitérées en 2009 à cause du scandale causé par certains fidèles inquiets de ses rencontres nocturnes répétées avec de jeunes mineurs.
De 2003 à 2009, les journalistes de GK (un média d'enquêtes équatorien) mènent une enquête sur le prêtre sans qu'aucune plainte ne soit alors déposées.
En 2013, Luis Fernando Intriago est accusé pour abus sexuels et torture des mineurs. Il les manipulait en leur faisant croire qu'ils étaient élus, qu'ils changeraient la face du monde et qu'une voix céleste le lui avait fait savoir,,.

### «La Dynamique du péché»
Il choisissait ses victimes, de jeunes garçons, dans des familles pauvres, instables ou dont les parents étaient porteurs de maladies incurables.
Après les avoir convaincus qu'ils étaient spéciaux il leur proposait d'effectuer la soi-disant dynamique du péché, qui consistait en une série d'actes et de sessions allant du plus léger au plus fort,.
Dans ce rite, Intriago jouait le rôle du diable et du monde. Le mineur jouait son propre le rôle, celui d'un catholique qui combattrait le monde et devrait donc ressentir les dommages et la douleur causés par le péché. Dépouillés de leurs vêtements, nus ou à moitié-nus, les yeux bandés, pieds et poings liés, accrochés à un tuyau, les jeunes garçons subissaient une série de tortures, des coups et des chocs électriques. En outre, Intriago passait son visage mal rasé sur le corps des victimes, leur tordait les bras avant de les mettre au sol et de se rouler sur eux, étant lui aussi à moitié-nu,.
À la fin de la séance, il leur disait que le rite permettait d'améliorer le monde, d'améliorer leurs vies ou la santé d'un parent malade, et leur intimant clairement qu'ils devaient le garder secret. Tout devait rester entre Intriago, le garçon et Dieu. Il justifiait ce secret, et ses actes, avec des phrases telles que « ce que votre main gauche ne connaît pas votre main droite, parce qu'elle ne comprendrait pas »,. 
En 2013, lors de son accusation pour abus sexuels et de torture de mineurs, l'archevêque Antonio Arregui (es) le suspend de ses activités sacerdotales,. 
En 2014, la Congrégation pour la doctrine de la foi autorise l'ouverture d'une procédure administrative pénale spéciale contre Intriago. L'archevêché de Guayaquila est chargé de la procédure.
En 2015, un décret de démission de l'état clérical est pris à l'encontre d'Intriago, le retriant définitivement de son sacerdoce. 

### Procès
Le premier à avoir dénoncer Intriago pour ces actes fut Juan José Bayas en 2013. Bayas avait 23 ans à l'époque, mais il a souffert de la dynamique du péché quand il avait 15 ans. Depuis une dizaine d'autres jeunes hommes se sont manifestés,,,.
En septembre 2017, les procureurs équatoriens ouvrent deux enquêtes contre le prêtre : l'une pour abus sexuels et l'autre pour torture. Il risque alors 25 ans de prison.
En mai 2018, une procédure judiciaire est lancée à l'encontre de l'ancien prêtre car de nouvelles victimes se sont manifestées. À cette occasion le porte-parole de l'archidiocèse de Guayaquil reconnait sur son compte Twitter l'existence d'« abus commis par un prêtre », message accompagné du hastag #ConMisHijosNoTeMetas (#NeTouchePasAMesFils). Le Comité contre les abus et les viols, un groupe de lutte contre les abus des représentants de l'Église catholique en Équateur annonce alors qu'Intriago continue à diriger des groupes de jeunes. Le 25 mai, Intriago comparait devant le parquet de Guayas, quelques jours après que Pedro Vicente García García, un prêtre également de Guayaquil, et César Cordero Moscocso, le recteur de l'Université catholique (es) de Cuenca, aient été tous les deux condamnés à 20 ans de prison, dans deux affaires distinctes, pour viols sur mineurs.
Début 2019, à la surprise générale, la procédure est classée pour manque de preuves, déclenchant alors des manifestations dans Guayaquil.
En juillet 2019, la procédure pour abus sexuels est à nouveau rouverte par le bureau du procureur de Guayas.